# Micaria pasadena
Espèce
Micaria pasadena est une espèce d'araignées aranéomorphes de la famille des Gnaphosidae.

## Distribution
Cette espèce se rencontre au Mexique en Basse-Californie et en Basse-Californie du Sud et aux États-Unis en Californie, au Nevada, en Utah, en Arizona, au Nouveau-Mexique et au Texas,,.

## Description
Les mâles mesurent 3,01 mm en moyenne et les femelles 3,78 mm.

## Systématique et taxinomie
Cette espèce a été décrite par Platnick et Shadab en 1988.

## Étymologie
Son nom d'espèce lui a été donné en référence au lieu de sa découverte, Pasadena.

## Publication originale
- Platnick & Shadab, 1988 : « A revision of the American spiders of the genus Micaria (Araneae, Gnaphosidae). » American Museum novitates, no 2916, p. 1-64 (texte intégral).